# Juste-Aurèle Meissonnier

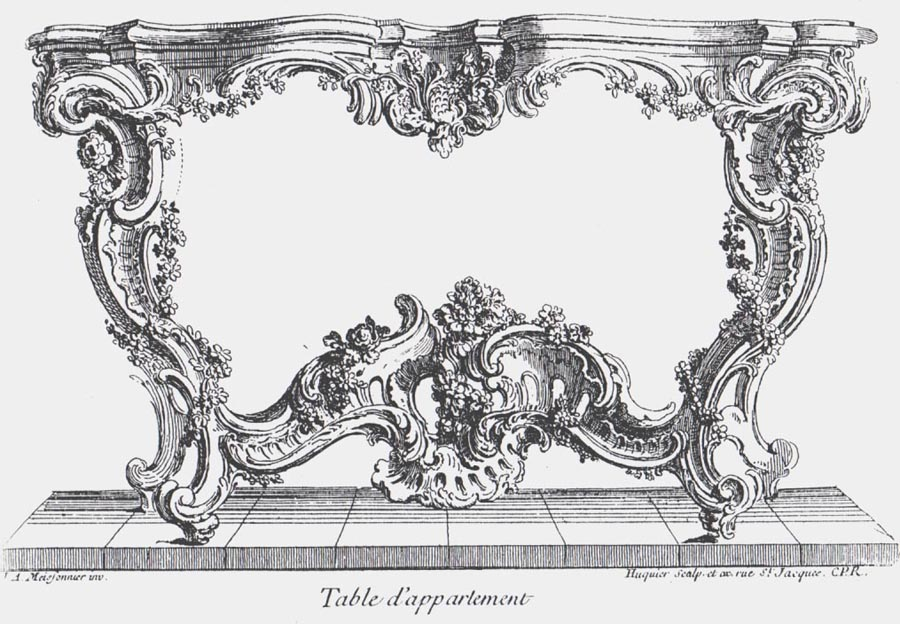
Projekt stolika narysowany przez Meissonniera, Paryż, ok. 1730.

Juste Aurèle Meissonier (ur. 1695 w Turynie, zm. 1750 w Paryżu) – francuski złotnik, rzeźbiarz, malarz, architekt, dekorator i projektant mebli w stylu rokoko.
Około 1725 został złotnikiem królewskim i rysownikiem Gabinetu Rycin. Zajmował się plastyczną oprawą uroczystości francuskiego dworu królewskiego. Rysował uroczystości pogrzebowe, fête galantes, teatr, sztucznie ognie. Transponował motywy erotyczne w dziedzinę dekoracji. Chciał nadać tworzywom i architekturze gibkość i kształty roślinności. Jego dzieła charakteryzują się bardzo dużą ilością ozdób, m.in. charakterystycznego dla rokoka rocaille'u.
Wśród osób zamawiających jego dekoracje byli książę August Aleksander Czartoryski, który zamówił u niego "Złoty salon" do Pałacu w Puławach (zachowane fragmenty w muzeum w Jędrzejowie) oraz marszałek Franciszek Bieliński, który zamówił wnętrze salonu do swojego pałacu przy ul. Królewskiej w Warszawie.
Znalazł naśladowców w Europie Środkowej, Anglii, a zwłaszcza w Portugalii - w tendencjach stylu manuelińskiego.
Jego kontynuatorem był François de Cuvilliés.